# Martin Wilhelm Kutta
Martin Wilhelm Kutta (1867-1944) est un mathématicien allemand.

## Biographie
Kutta est né à Pitschen, province de Silésie (aujourd'hui Byczyna en Pologne). Il entame des études à l'université de Breslau de 1885 à 1890 avant de les poursuivre à Munich jusqu'en 1894, où il devient l'assistant de von Dyck. En 1898, il passe une année à l'Université de Cambridge. Kutta devient professeur à Stuttgart en 1911, où il demeure jusqu'à sa retraite en 1935.
En 1901, il a participé avec Carl Runge à l'élaboration de la méthode de Runge-Kutta, utilisée pour résoudre des équations différentielles. Il est aussi connu pour ses études en aérodynamique (Théorème de Kutta-Jukowski sur la portance subie par un cylindre en rotation dans un fluide en mouvement).
Kutta meurt à Fürstenfeldbruck en Bavière.